# Tilletia boliviana
Tilletia boliviana är en svampart som beskrevs av M. Piepenbr. 2001. Tilletia boliviana ingår i släktet Tilletia och familjen Tilletiaceae.   Inga underarter finns listade i Catalogue of Life.